# Paranerita diversa
Paranerita diversa är en fjärilsart som beskrevs av Rothschild 1917. Paranerita diversa ingår i släktet Paranerita och familjen björnspinnare. Inga underarter finns listade i Catalogue of Life.